# Каскаракова Лілія Володимирівна
Лілія Володимирівна Каскаракова (рос. Лилия Владимировна Каскаракова; нар. 25 квітня 1980) — російська борчиня вільного стилю, золота, срібна та бронзова призерка чемпіонатів Європи, срібна призерка Кубку світу. Заслужений майстер спорту Росії з вільної боротьби (2011).

## Біографія
Боротьбою почала займатися з 1995 року. Перший тренер — М. С. Кічеєв. Випускниця училища олімпійського резерву Республіки Хакасія. Тренувалася у Школі вищої спортивної майстерності Республіки Хакасія у Заслуженого тренера Росії А. О. Карамчакова. Була переможницею (1999) та бронзовою призеркою (2000) чемпіонатів Європи серед юніорів, срібний призер чемпіонату світу серед юніорів 1999 року. Того ж року отримала звання Майстра спорту Росії міжнародного класу з вільної боротьби. Член першої збірної команди Росії з 1999 року. Виступала за фізкультурно-спортивне товариство «Росія» та Республіку Хакасію. Чемпіонка Росії 2007 року, бронзовий призер 2008 року і срібний — 2009 року. 2006 отримала золоту медаль Європейської першості через дискваліфікацію після позитивного результату допінг-тесту на заборонений препарат фуросемід української борчині Марії Стадник, яка була позбавлена чемпіонського титулу. Завершила спортивну кар'єру у 2009 році.
Після завершення виступів на спортивному килимі перейшла на тренерську роботу. Працює тренером (тренер вищої категорії) з вільної боротьби у Спортивній школі олімпійського резерву імені В. І. Чаркова в Абакані, Хакасія.

## Спортивні результати на міжнародних змаганнях

### Виступи на Чемпіонатах світу
| Змагання                        | Збірна | Вагова категорія          | Місце |
| ------------------------------- | ------ | ------------------------- | ----- |
| Чемпіонат світу з боротьби 2005 | Росія  | жіноча боротьба, до 48 кг | 5     |
| Чемпіонат світу з боротьби 2006 | Росія  | жіноча боротьба, до 48 кг | 17    |
| Чемпіонат світу з боротьби 2007 | Росія  | жіноча боротьба, до 48 кг | 11    |

### Виступи на Чемпіонатах Європи
| Змагання                         | Збірна | Вагова категорія          | Місце  |
| -------------------------------- | ------ | ------------------------- | ------ |
| Чемпіонат Європи з боротьби 2003 | Росія  | жіноча боротьба, до 48 кг | Срібло |
| Чемпіонат Європи з боротьби 2004 | Росія  | жіноча боротьба, до 48 кг | 8      |
| Чемпіонат Європи з боротьби 2006 | Росія  | жіноча боротьба, до 48 кг | Золото |
| Чемпіонат Європи з боротьби 2009 | Росія  | жіноча боротьба, до 48 кг | Бронза |

### Виступи на Кубках світу
| Змагання                    | Збірна | Вагова категорія          | Місце  |
| --------------------------- | ------ | ------------------------- | ------ |
| Кубок світу з боротьби 2002 | Росія  | жіноча боротьба, до 48 кг | 4      |
| Кубок світу з боротьби 2003 | Росія  | жіноча боротьба, до 48 кг | 8      |
| Кубок світу з боротьби 2005 | Росія  | жіноча боротьба, до 48 кг | Срібло |

### Виступи на інших змаганнях
| Змагання                                                    | Збірна | Вагова категорія          | Місце  |
| ----------------------------------------------------------- | ------ | ------------------------- | ------ |
| Олімпійський кваліфікаційний турнір з боротьби 2004 (Туніс) | Росія  | жіноча боротьба, до 48 кг | Срібло |
| Klippan Lady Open 2006                                      | Росія  | жіноча боротьба, до 48 кг | Золото |
| Klippan Lady Open 2008                                      | Росія  | жіноча боротьба, до 48 кг | 10     |
| Гран-прі «Іван Яригін» 2009                                 | Росія  | жіноча боротьба, до 48 кг | Срібло |
| Klippan Lady Open 2009                                      | Росія  | жіноча боротьба, до 48 кг | Срібло |
| Гран-прі «Іван Яригін» 2014                                 | Росія  | жіноча боротьба, до 48 кг | 7      |

### Виступи на змаганнях молодших вікових груп
| Змагання                                       | Збірна | Вагова категорія          | Місце  |
| ---------------------------------------------- | ------ | ------------------------- | ------ |
| Чемпіонат Європи з боротьби серед юніорів 1999 | Росія  | жіноча боротьба, до 46 кг | Золото |
| Чемпіонат світу з боротьби серед юніорів 1999  | Росія  | жіноча боротьба, до 46 кг | Срібло |
| Чемпіонат Європи з боротьби серед юніорів 2000 | Росія  | жіноча боротьба, до 46 кг | Бронза |
| Чемпіонат світу з боротьби серед юніорів 2000  | Росія  | жіноча боротьба, до 46 кг | 4      |